# Voz laringealizada
Em linguística, a voz rouca (às vezes chamada de laríngea, fonação por pulsos, registro vocal fry, ou registro glotal fry - registro mais grave da nossa extensão vocal) refere-se a um som baixo e áspero que ocupa a faixa vocal abaixo do registro vocal comum. É um tipo especial de fonação no qual as cartilagens  aritenóides na laringe são aproximadas; como resultado, as pregas vocais são comprimidas, tornando-se relativamente frouxas e compactas. Normalmente, vibram de maneira irregular a 20–50 pulsos por segundo, cerca de duas oitavas abaixo da frequência da voz modal, e o fluxo de ar através da glote é muito lento. Embora a voz rouca possa ocorrer com um tom muito baixo, como no final de uma longa unidade de entonação, também pode ocorrer com um tom mais alto. Todos contribuem para tornar a voz de um orador rouca ou áspera.

## Em fonologia
Na Received Pronunciation da língua inglesa, a voz rouca foi descrita como uma possível realização de reforço glotal. Por exemplo, uma transcrição fonética alternativa de attempt [əˈtʰemʔt] poderia ser [əˈtʰem͡m̰t].
Em algumas línguas, como o mazateco de Jalapa, a voz rouca tem um status fonêmico; ou seja, a presença ou ausência da voz rouca pode alterar o significado de uma palavra. No Alfabeto Fonético Internacional, a voz rouca de um fone é representada por um diacrítico til U+0330 ◌̰ COMBINING TILDE BELOW, por exemplo [d̰]. A característica prosódica stød do dinamarquês é um exemplo de uma forma de laringealização que tem uma função fonêmica. Um leve grau de laringealização, ocorrendo em algumas consoantes do idioma coreano, por exemplo, é chamado de "voz rígida".

## Aspectos sociais
O uso da voz rouca na fala em geral e no canto é chamado de "registro vocal fry".
Existem algumas evidências de que a voz rouca se tornou mais comum na fala de jovens falantes de inglês americano no início do século XXI, com a pesquisadora Ikuko Patricia Yuasa constatando que os americanos da idade universitária percebiam a voz rouca feminina como "hesitante, não agressiva, informal, mas também educada, urbana e ascendente socialmente."
Postula-se posteriormente que a voz rouca pode ser uma forma de as mulheres parecerem mais "autoritárias" e credíveis ao usá-la para imitar o registro mais profundo masculino. Yuasa teoriza ainda que, como a Califórnia está no centro da cultura popular americana e grande parte da indústria do entretenimento tem suas raízes lá, os jovens americanos podem estar usando inconscientemente mais a voz rouca devido à mídia que consomem.